# Menophra perserrata
Menophra perserrata là một loài bướm đêm trong họ Geometridae.